# Franciszek Salezy Chmiel
Franciszek Salezy Chmiel (ur. 5 listopada 1963 w Swacioku) – polski bonifrater, prowincjał Prowincji Polskiej Zakonu Bonifratrów.

## Życiorys
Pochodzi z wielodzietnej, religijnej rodziny. Wstępne śluby zakonne złożył 1 września 1984, a wieczyste 8 grudnia 1992. W latach 1998–2001 był przełożonym konwentu braci bonifratrów w Łodzi. Za jego kadencji, w roku 2000, zakon odzyskał od państwa Szpital św. Jana Bożego w Łodzi. Od 2008 sprawował urząd przeora konwentu w Nazarecie, współpracując z zarządem bonifraterskiego szpitala w tym mieście. Był pierwszym przeorem tej wspólnoty. W kwietniu 2022, podczas XXXIII Kapituły Prowincjalnej, wybrano go na urząd prowincjała Prowincji Polskiej Zakonu Bonifratrów (czteroletnia kadencja potrwa do 2026). Zastąpił na tym stanowisku br. Łukasza Dmowskiego.
Został uhonorowany przez prezydenta miasta Alego Sallama tytułem honorowego obywatela Nazaretu, m.in. za wyjątkowe wsparcie i pomoc na rzecz mieszkańców [...] miasta i okolic.